# Bernard Sachs

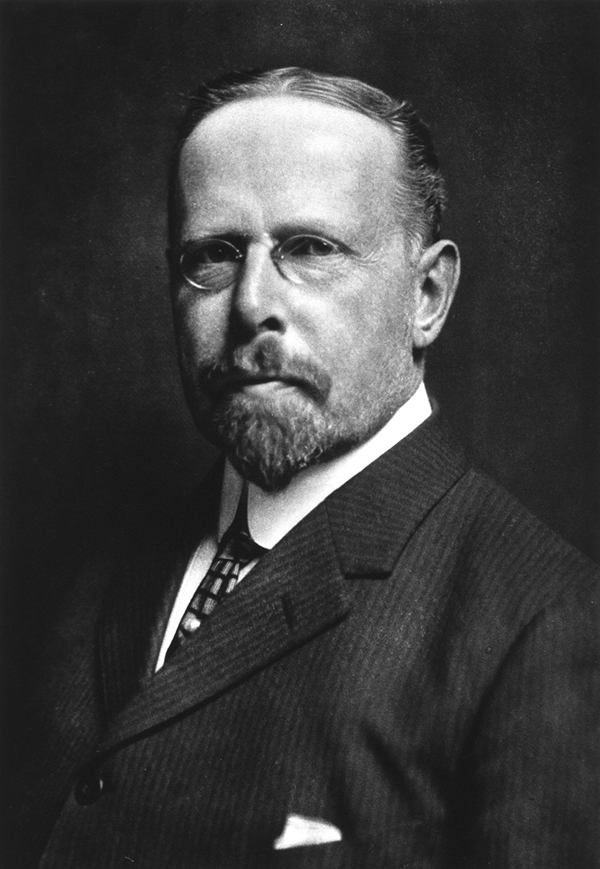
Bernard Sachs

Bernard Sachs, genannt Barney Sachs, (* 2. Januar 1858 in Baltimore; † 8. Februar 1944 in New York City) war ein US-amerikanischer Neurologe, der sich insbesondere mit pädiatrischer Neurologie befasste.
Sachs war der Sohn jüdischer Immigranten aus Bayern. 1859 zog die Familie nach New York City, wo der Vater Joseph Sachs eine Schule gründete. 1867 zog die Familie nach Deutschland und nach dem Tod des Vaters 1869 zurück in die USA. Seine Mutter starb 1872 und er wuchs mit seinen Brüdern bei Tanten auf. Der Bruder Samuel Sachs wurde Banker und einer der Partner und Gründer von Goldman-Sachs. Sein Bruder Julius Sachs eröffnete 1874 eine Jungenschule, die auch Bernard Sachs bis 1874 besuchte. Er studierte ab 1874 an der Harvard University mit dem Bachelor-Abschluss 1878. Für seine Abschlussarbeit über den Vergleich von Gliedern von Wirbeltieren erhielt er den Bowdoin-Preis.  Als Student las er dem halb erblindeten Professor William James aus den neu erschienenen Grundzügen der Physiologischen Psychologie von Wilhelm Wundt vor. Nach dem Abschluss in Harvard studierte er Medizin in Straßburg (mit der Promotion 1882 bei Friedrich Goltz), Berlin – wo er unter anderem Schüler von Carl Westphal und Rudolf Virchow war – und bei Theodor Meynert in Wien und John Hughlings Jackson in London. Zu seinen weiteren Lehrern in Europa gehörten Adolf Kussmaul, Friedrich Daniel von Recklinghausen und Jean-Martin Charcot.
1884 kehrte er nach New York City zurück und schloss sich der Praxis von Isaac Adler an. Er galt als einer der führenden klinischen Neurologen in den USA, war Instructor am New York Polyclinic Hospital, konsultierender Arzt am Mount Sinai Hospital, dem Montefiore Home for Chronic Disease und dem Manhattan State Hospital. Dabei arbeitete er anfangs auch mit dem Neurologen Edward Constant Seguin zusammen.
1894 und 1932 war er Präsident der American Neurological Association, der er ab 1886 angehörte. Er war Herausgeber von deren Zeitschrift Journal of Nervous and Mental Disease.
Nach ihm und dem Londoner Augenarzt Warren Tay ist die erbliche Nervenkrankheit Tay-Sachs-Syndrom benannt. Sachs veröffentlichte darüber 1887 und nannte die Krankheit amaurotic family idiocy, wobei ihm die Veröffentlichung von Tay aus dem Jahr 1881 nicht bekannt war (Tay beschrieb ähnliche Symptome und machte einen roten Punkt in der Retina als Symptom aus). Er beobachtete das verstärkte Auftreten bei ashkenazischen Juden und vermutete eine Erblichkeit. Er studierte die frühe Entwicklung des Gehirns von Kindern und dazugehörige Krankheiten. 1895 veröffentlichte er ein Lehrbuch der pädiatrischen Neurologie.
1926 veröffentlichte er ein Buch über Kindererziehung für ein breites Publikum, wobei er sich für den Einsatz gesunden Menschenverstandes und gegen die Anwendung psychologischer Theorien (insbesondere die von Sigmund Freud) wandte.
1931 war er einer der Organisatoren des ersten internationalen Neurologen-Kongresses in Bern und war dessen Präsident. 1931 war er Präsident der New York Academy of Medicine. 1932 gründete er die Abteilung Neurologie von Kindern beim New York Neurological Institute, wo er auch Direktor wurde.
1887 heiratete er Bettina Stein, mit der er zwei Töchter hatte. Sie starb 1940 und ein Jahr später heiratete er Rosetta Kaskel.

## Schriften
- A Treatise on the Nervous Diseases of Children for Physicians and Students, 1895
- mit Louis Housman: Nervous and Mental Disorders from Birth through Adolescence, New York 1926
- The Normal Child and How to Keep it Normal in Mind and Morals, 1926

Er übersetzte das Lehrbuch der Psychiatrie von Meynert ins Englische.